# Boga de fulla ampla
La boga de fulla ampla (Typha latifolia) és una espècie botànica de plantes herbàcies perennes del gènere Typha, que creix en àrees temperades subtropicals i tropicals de l'hemisferi nord, en regions pantanoses. Floreix de mitjan a fi d'estiu.
Aquesta espècie comparteix la seva distribució amb altres espècies emparentades, i s'hibrida amb Typha angustifolia, de fulles més estretes, formant Typha x glauca (Typha angustifolia x T. latifolia). Servia, si més no a Occitània, a fer paneres, per a adobar cadires, o a fer de saques (sacs de juta).
Fa prop de 1,5-3 m d'alçada i les seves fulles 2-4 cm d'ample.

## Sinònim
- Typha spathulaefolia Kronf. [1887, Verh. K. K. Zool.-Bot. Ges. Wien, 37, Sitzungsber : 15]
- Typha pendula Fisch. ex Sond. [1851, Fl. Hamburg. : 508]
- Typha intermedia Schur [1851, Verh. Mitth. Siebenbürg. Vereins Naturwiss. Hermannstadt, 2 : 206, tab. 1]
- Typha caspica Pobed. [1949, Bot. Mater. Gerb. Bot. Inst. Komarova Akad. Nauk. SSSR, 12 : 21]
- Typha bethulona Costa [1864, Introd. Fl. Cataluña : 251]
- Typha palustris Bubani [1902, Fl. Pyr., 4 : 25] [nom. illeg.]
- Typha elongata Pauquy [1831, Stat. Bot. Fl. Départ. Somme : ?] [nom. illeg. : T. media DC.]
- Massula latifolia (L.) Dulac[1]